# Gutenberg-Loretosiedlung
Die Gutenberg-Loretosiedlung ist ein Ortsteil der Gemeinde Gutenberg im Bezirk Weiz in der Steiermark.
Sie befindet sich nördlich von Gutenberg zwischen Gutenberg und der Loreto-Kirche und wurde in der Vorrangzonenkarte des Landes Steiermark als Vorrangzone für Wohnzwecke ausgewiesen.